# Lutz Hoffmann
Lut Hoffmann (Weißenfels, Alemania, 30 de enero de 1955-Bad Sachsa, 5 de diciembre de 1997) fue un gimnasta artístico alemán, que compitió representado a Alemania del Este, llegando a ser subcampeón olímpico en 1980 en el concurso por equipos.

## 1980
En los JJ. OO. de Moscú gana la medalla de plata el concurso por equipos —por detrás de la Unión Soviética y delante de Hungría (bronce); sus compañeros de equipo eran: Ralf-Peter Hemmann, Roland Brückner, Lutz Mack, Michael Nikolay y Andreas Bronst—.